# Julius Evola

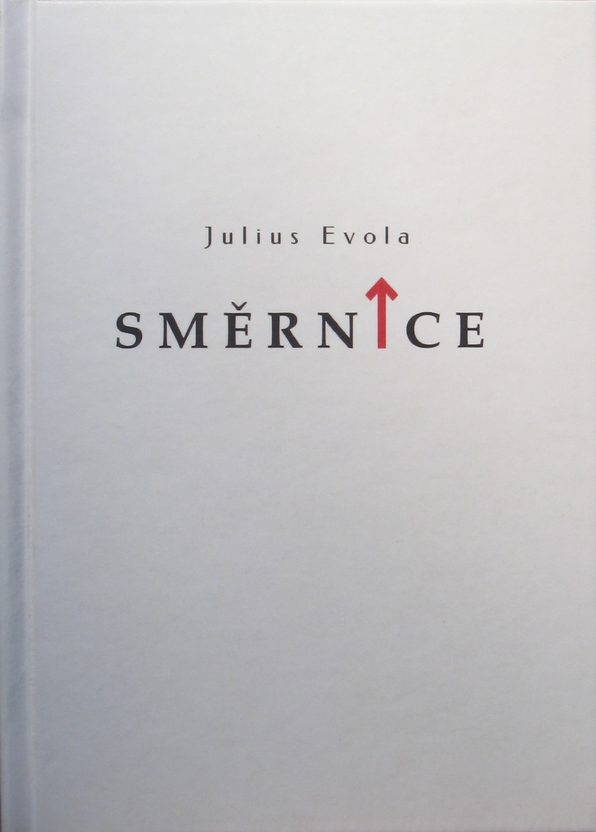
Julius Evola – Směrnice (it. Orientamenti)

Baron Giulio Cesare Andrea Evola (19. května 1898 Řím – 11. června 1974 tamtéž) také známý jako Julius Evola byl italský tradicionalistický filosof, spisovatel, básník a esoterik.
Jeho dílo reflektuje svébytný světový názor založený na kritice moderní společnosti, kterou v důsledku působení demokracie, liberalismu a konzumerismu považuje za úpadkovou. Odmítá také moderní filosofické směry jako existencialismus a nihilismus, kapitalismus, scientismus a desakralizaci sexuálního života. K opozici k tomu stojí jeho aristokratické elitářství a spiritualismus. Jeho vztah k italskému fašismu se dá označit za ambivalentní, jeho kritika „zprava“ se opírala o odpor vůči buržoazii a vizi nového pohanského římského impéria, což bylo v rozporu s Mussoliniho spoluprací s římskokatolickou církví. Jisté sympatie choval k mystickému obsahu německého SS, ale neschvaloval biologický rasismus a genocidu z něj vyplývající.
Za trojici jeho nejvýznamnějších děl bývá považována Vzpoura proti modernímu světu, Lidé uprostřed ruin a Jezdit na tygru, tedy knihy pojednávající o jeho světonázoru. Kromě toho napsal řadu knih týkajících se hermetismu, východních náboženství, Svatého grálu, horolezectví a metafyzického významu sexu. Jeho dílo je populární zejména mezi radikálními tradicionalisty, Novou pravicí, hnutím konzervativní revoluce, fašisty a zastánci Třetí pozice. Někdy je jeho dílo považováno za „bibli pravicového terorismu“ a jeho antikapitalistické názory inspirovaly i zastánce levice.

## Biografie
Julius Evola se narodil v Římě jako člen sicilské šlechtické rodiny a byl vychován v jezuitském prostředí. Později studoval matematiku, ale jeho studia přerušila I. světová válka, kde bojoval jako důstojník dělostřelectva v městě Asiago. Poté se nadchl pro avantgardu a stal se významným dadaistickým básníkem a malířem, jisté styky také udržoval s futuristickým hnutím Filippa Marinettiho. Pod vlivem francouzského esoterika Reného Guénona však na počátku 20. let opustil uměleckou dráhu a začal se věnovat studiu hermetismu a východních esoterických systémů.
Po nástupu fašistického režimu se přes jisté sympatie, které k němu Evola choval, pro své radikální názory dostal do sporů s představiteli vlády, ale před případnou perzekucí ho ochránily sympatie jiných předních fašistů. Po italské kapitulaci 8. září 1943 se přestěhoval do Vídně, kde pracoval jako výzkumník SS Ahnenerbe a v březnu či dubnu 1945 po zasažení střepinou během sovětského bombardování Vídně od pasu dolů ochrnul. Do Říma se vrátil v roce 1948 a pokračoval ve studiu esoterismu a napsal většinu svých nejvýznamnějších děl. Kvůli tomu, že jeho spisy byly s nadšením přijímány v italském neofašistickém hnutí, byl v roce 1951 obviněn z pokusu o obnovu fašismu v Itálii a od června do listopadu souzen. Obvinění byl v plném rozsahu zbaven, protože nikdy nebyl členem fašistické strany a nebyly shledány důkazy, že jeho díla fašismus oslavují. Zemřel svobodný a bezdětný 11. června 1974 v Římě a jeho popel byl uložen do otvoru v ledovci Mt. Rosa.

## Česká vydání
- Jezdit na tygru, Triton, Praha 2009, přeložila Naděžda Bonaventurová,
- Metafyzika sexu, Volvox Globator, Praha 2009, přeložil Josef Bradáč,
- Směrnice, Drittura, Brno 2015, přeložil J. Osák.
- Jóga moci: Tantra, Šakti a stezka levé ruky, Sol Noctis, Zvolen 2019 (druhé vydání 2022), přeložil Ivan Šebesta.
- Vzpoura proti modernímu svetu, Sol Noctis, Zvolen 2020 (druhé vydání 2022).
- Metafyzika války, Sol Noctis, Zvolen 2021.
- Doktrína probuzení: Cesta k duchovní dokonalosti podle textů raného buddhismu, Sol Noctis, Zvolen 2023.